# Simon Baker
Simon Baker (født 30. juli 1969) er en australsk skuespiller. Han er bedst kendt for sin tid i CBS's The Mentalist.

## Tidlige liv
Simon Baker er søn af en lærerinde, Elizabeth Labberton, og pedel/mekaniker, Barry Baker. Han blev født den 30. juli 1969 i Launceston, der ligger i Tasmanien. Han er katolsk opdraget. Da Baker var ung, blev hans forældre skilt. Hans mor blev senere gift med slagteren, Tom Denny. Baker har også en søster, som er læge i Australien, og en yngre halvbror. I 1972 flyttede familien til Ballina i New South Wales for bedre betalte jobs. I 1986 afsluttede Baker Ballina High School efter sin folkeskoleuddannelse på St. Francis Xavier Primary School i Ballina.

## Personlig liv
I 1998 giftede Baker sig med skuespillerinde Rebecca Rigg. De har tre børn: Stella Breeze (født 8. august 1993), Claude Blue (født 1998) og Harry Friday (født 19. september 2001). Skuespillerinde Nicole Kidman er gudmor til Harry, mens Naomi Watts er gudmor til Claude.
I august 2010 blev Baker amerikansk statsborger.

## Filmografi
| Film      | Film                       | Film                      | Film |
| År        | Film                       | Rolle                     | Noter |
| --------- | -------------------------- | ------------------------- | --- |
| 1997      | L.A. Confidential          | Matt Reynolds             | |
| 1997      | Most Wanted                | Stephen Barnes            | |
| 1998      | Restaurant                 | Kenny                     | |
| 1998      | Judas Kiss                 | Junior Armstrong          | |
| 1998      | Love from Ground Zero      | Eric                      | |
| 1999      | Ride with the Devil        | George Clyde              | |
| 2000      | Sunset Strip               | Michael Scott             | |
| 2000      | Red Planet                 | Chip Pettengill           | |
| 2001      | The Affair of the Necklace | Rétaux de Villette        | |
| 2004      | Book of Love               | David Walker              | |
| 2005      | The Ring Two               | Max Rourke                | |
| 2005      | Land of the Dead           | Riley                     | |
| 2006      | Something New              | Brian Kelly               | |
| 2006      | The Devil Wears Prada      | Christian Thompson        | |
| 2007      | Sex and Death 101          | Roderick Blank            | |
| 2009      | The Lodger                 | Malcolm Slaight           | |
| 2009      | Not Forgotten              | Jack Bishop               | |
| 2009      | Women in Trouble           | Travis McPherson          | |
| 2010      | The Killer Inside Me       | Howard Hendricks          | |
| 2010      | Margin Call                | Jared Cohen               | |
| Tv-serier |                            |                           | |
| År        | Titel                      | Rolle                     | Noter |
| 1989      | Tales from the Crypt       | Ukrediteret statist       | Afsnit: Only Sin Deep |
| 1994      | Which Way to the War       | Pvt Stan Hawke            | Afsnit: Pilot |
| 1994      | Home and Away              | James Healy               | 5 afsnit (1993-1994) |
| 1995      | Naked                      |                           | |
| 1995–1996 | Heartbreak High            | Mr. Thomas 'Tom' Saunders | Sæson 3: Afsnit 80 - 89 |
| 1996      | Naked: Stories of Men      | Gabriel                   | Afsnit: Blind-Side Breakaway |
| 1996      | Sweat                      | Paul Steadman             | Sæson 1: Afsnit 3 |
| 1999      | Secret Men's Business      | Andy Greville             | ABC Television Nomineret – Australian Film Institute Award for Best Performance by an Actor in a Leading Role in a Telefeature or Mini-Series |
| 2001–2004 | The Guardian               | Nick Fallin               | Sæson 1: Afsnit 1 - 22 Family Television Award for Best Actor (2002) Sæson 2: Afsnit 1 - 23 Nomineret – Golden Globe Award for Best Actor – Television Series Drama (2002) Sæson 3: Afsnit 1 - 22 Nomineret – Prism Award for Performance in a Drama Series Storyline (2005) |
| 2006–2007 | Smith                      | Jeff Breen                | Syv afsnit |
| 2008–     | The Mentalist              | Patrick Jane              | Sæson 1: Afsnit 1 - 23 Nomineret – Emmy Award for Outstanding Lead Actor – Drama Series (2009) Sæson 2: Afsnit 1 - 23 Nomineret – Golden Globe Award for Best Actor – Television Series Drama (2009) Nomineret – Screen Actors Guild Award for Outstanding Performance by a Male Actor in a Drama Series (2010) Sæson 3: Serien var fornyet med en tredje sæson. Nomineret – People's Choice Award – Favorite TV Drama Crime Fighter (2011) |